# بج (كلب)

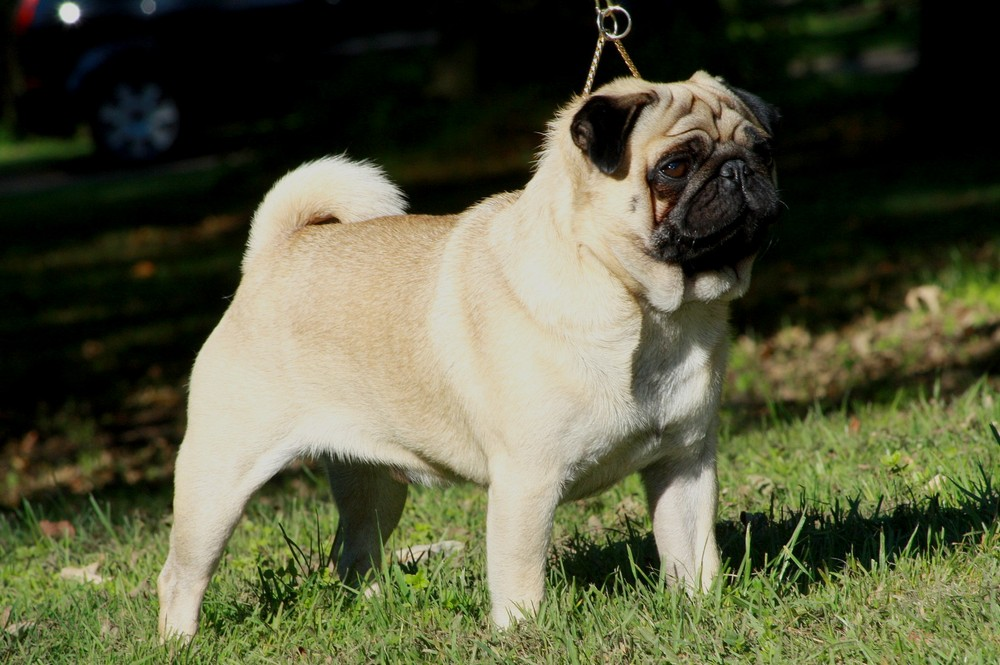
البج المُتملق لونه أكثر شِيوعًا.

البَجّ سلالة من الكلاب تتميّز بالتجاعيد، والوجه القصير الخَطْم (ذو أنف وفكّان ناتئان)، وذيلٍ كرة لولبية. لدى هذه الفصيلة، فراء ناعم تتعدد ألوانه، وغالبًا ما يكون باللون الأسود أو لون الغِزلان. ويكسي هذا الفراء جسدًا مُربعًا ذو عضلات مفتولة.

## معرض صور

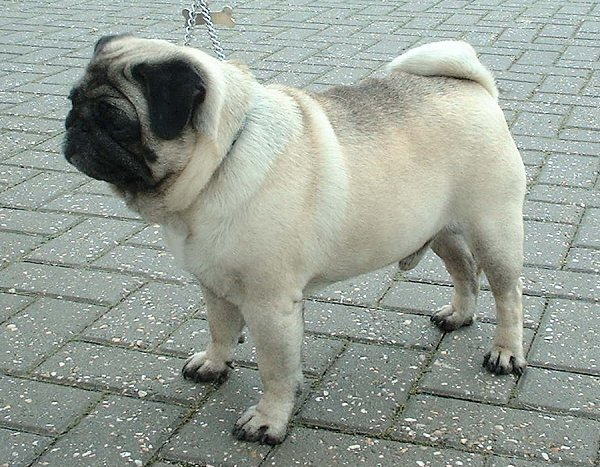
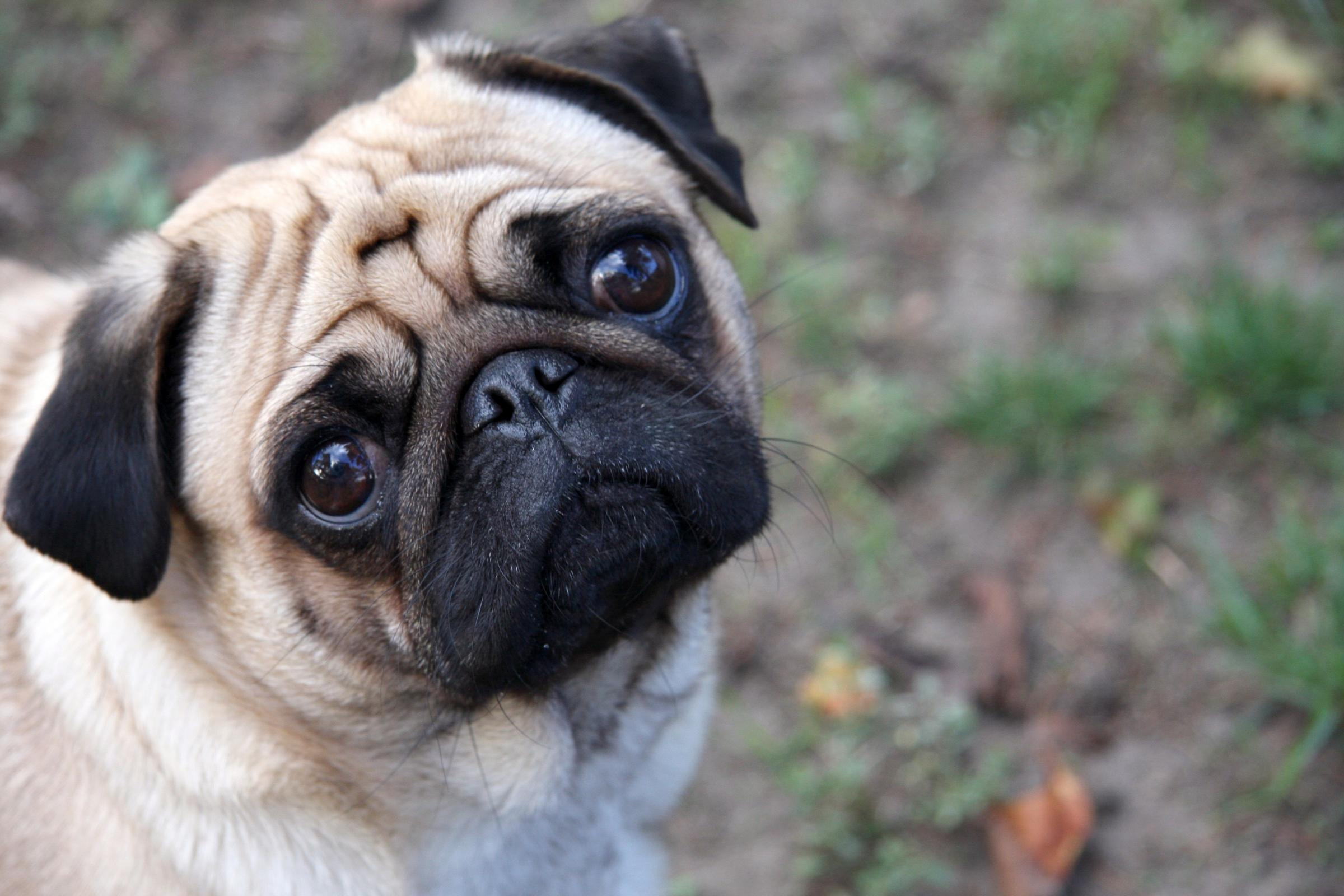
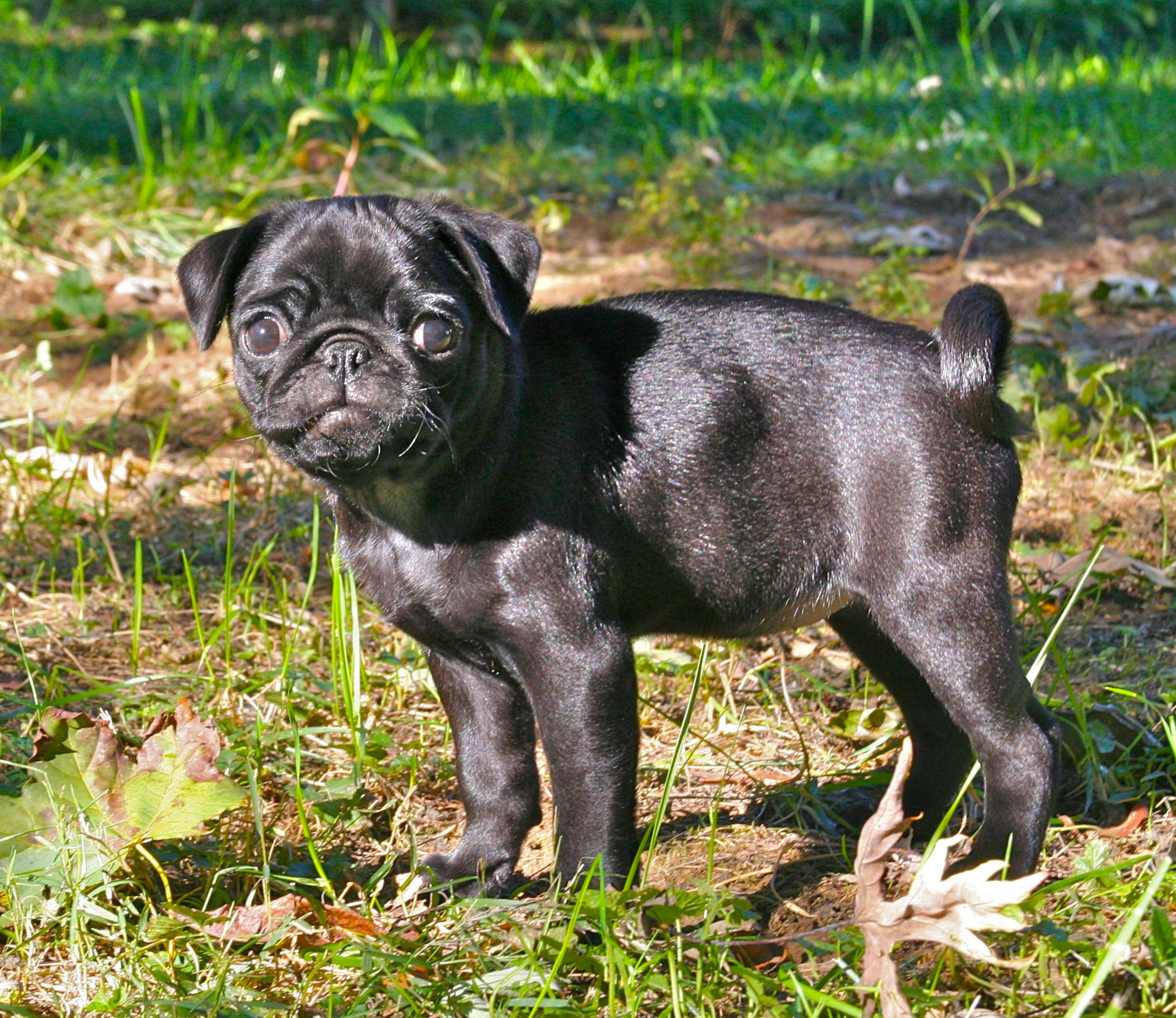
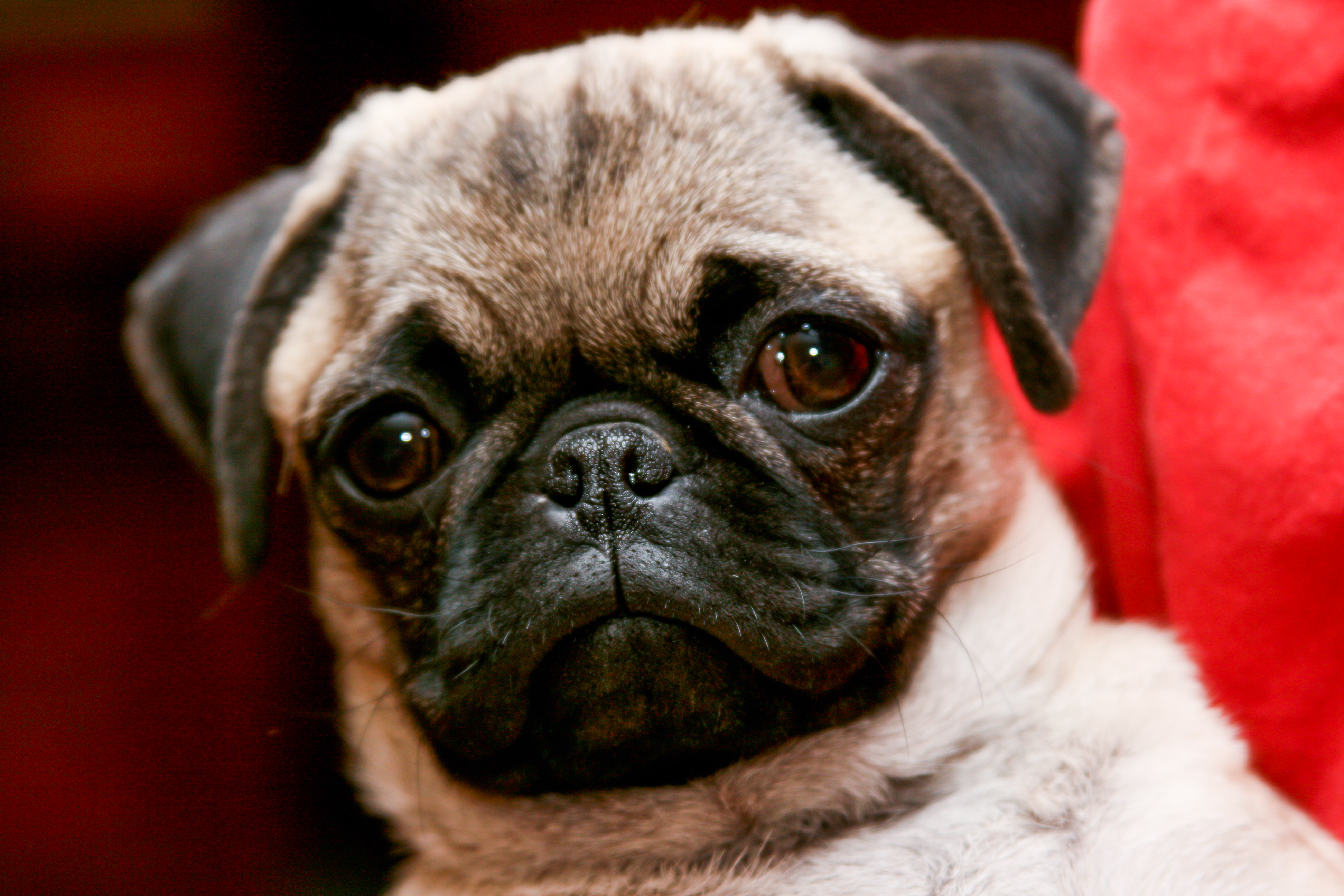

## وصلات خارجية
- Pugs على مشروع الدليل المفتوح